# 1215 Бојер
1215 Бојер (енгл. 1215 Boyer) је астероид главног астероидног појаса са средњом удаљеношћу од Сунца која износи 2,578 астрономских јединица (АЈ).
Апсолутна магнитуда астероида је 11,14 а геометријски албедо 0,061.